# Базельский зоопарк
Зоосад Базеля (нем. Zoo Basel) — зоологический сад в швейцарском городе Базеле.

## Общие сведения
Расположен в городском районе Базель-Бахлеттен, на берегу реки Бирзиг. Открыт в 1874 году, что делает его старейшим зоопарком Швейцарии. В 2014 году в зоосаде обитало 7017 животных (из них около 5000 в Вивариуме), относящихся к 628 видам, из которых 58 видов млекопитающих, 88 видов птиц, 41 — рептилий, 10 видов амфибий и земноводных, 284 вида рыб и 147 видов беспозвоночных. По количеству обитающих здесь видов животных этот зоопарк с большим отрывом опережает другое подобные заведения Швейцарии.
В зоосаде Базеля успешно проводятся работы по сохранению редких видов животных. Так, здесь увеличивается популяция карликовых бегемотов, горных горилл, индийских носорогов и прочих. Несмотря на относительно небольшую площадь — около 11 гектаров, относится к числу наиболее известных зоопарков Европы. В 2014 году его посетило более 2 млн человек.
Управление и финансирование деятельности зоопарка осуществляет акционерное общество, согласно своему статусу не ориентированное на получение прибыли, принявшее свой устав на генеральном собрании 20 февраля 1873 года. Эта дата считается днём основания базельского зоопарка. Официально зоопарк был открыт 3 июля 1874 года. Первоначально собранная от продажи 1200 акций сумма составила 300 тысяч швейцарских франков. В 1939 году были выпущены ещё дополнительно 500 акций, в результате чего капитал, вложенный в «Зоо Базель» возрос до 425 тысяч франков. Так как в первое время после открытия зоопарка его содержание, основанное на самоокупаемости, испытывало финансовые трудности, для поддержания интереса публики на территорию его приглашались также цирковые труппы с экзотическими животными и здесь же устраивались народные гуляния. В 1901 году финансовое положение зоопарка значительно улучшилось в связи с пожертвованием Иоганнесом Беком 750 тысяч франков (более 8 миллионов франков по нынешнему курсу). В связи с этим в Базеле особым уважением имя дарителя окружено, и 24 июня ежегодно в его честь вечером вход в зоопарк свободный, и время его функционирования продлевается. Обычно же плата за вход в зоопарк составляет для взрослых 21 франк (+1 франк сбора для развития исследований и проектов); для лиц старше 62 лет это 19 франков (+1), молодёжи от 16 до 24 лет 15 франков (+1), детей от 6 до 15 лет 10 франков (+1). Для детей до 6 лет — вход бесплатный. Стоимость семейного билета составляет 43 франка (+1).
Базельский зоопарк расположен по адресу: Binningerstrasse 40, CH-4054 Basel.
Телефон: +41(0)61 295 35 35.
Время работы::
- Март-апрель/сентябрь-октябрь: с 8.00 до 18.00
- май-август: с 8.00 до 18.30
- ноябрь-февраль: с 8.00 до 17.30

## Различные ареалы обитания в зоопарке

### «Дом обезьян»
«Дом обезьян» является самым крупным помещением на территории зоопарка, и с 1969 года здесь содержатся как человекообразные, так и низшие виды приматов. чтобы избежать занесения в «обезьяний дом» опасных для животных бактерий посетителями, вместо обычной решётки люди от животных отделены стеклянной стеной. В настоящее время основной акцент зоопарка делается на содержание здесь южноамериканских видов обезьян, а также человекообразных видов. Ря\дом с павильоном находится открытая площадка, предназначенная для свободного там нахождения человекообразных обезьян. Во время строительства этого здания базельские орангутанги временно находились в зоопарке ЗООМ Гельзенкирхена в Германии (ZOOM Erlebniswelt Gelsenkirchen), а гориллы и шимпанзе — на специально приспособленной территории фармацевтической фирмы Novartis в Базеле.

### Африканское плато
На открытой в 1993 году «африканской» территории содержатся три вида — речные гиппопотамы, зебры и африканские страусы.

### «Дом антилоп»
«Дом антилоп», открытый в 1910 году, является старейшим зданием в базельском зоопарке. В настоящее время здесь живут небольшие популяции жирафов, малых куду и окапи. До 2011 года здесь также находилась небольшая группа масаи-жирафов, затем обменённая на более редких кордофан-жирафов.

### Австралис
В 2006 году открыто новое помещение, предназначенное для обитателей Пятого континента. Кроме различных видов кенгуру и птиц, здесь находится также террариум, в котором представлены живущие в австралии рептилии, земноводные и беспозвоночные (гекконы и другие виды ящериц, «чёрные вдовы», древесные питоны и проч.).

### Дом слонов
Открыт в 1953 году. На внешней стороне здания живёт в вольере стадо слонов, а также другие — тропические лягушки, грызуны и экзотическуие виды муравьёв. В период с 2014 по 2017 год эта территория была перестроена и увеличена. Стоимость работ составила 27 миллионов франков.

### Этоша и гамбоа
Территория «Этоша» и «дом Гамбоа» воспроизводят животный мир и условия обитания его представителей в национальном парке Этоша в южной части Африки. Открыты в соответственно 2001 и 2006 годах. Здесь в первую очередь представление хищные обитатели саванны, не только кошачьи (гепарды, леопарды и т. д.), но и хищные птицы, змеи, пауки и насекомые. Здание «дома Этоша» выло возведено из глины австрийским мастером Мартином Раухом при помощи швейцарского архитектора Петера Штинера. Внешняя территория, предназначенная длягепардом, африканских диких собак и львов находится в «Гамбоа». Кроме указанных животных, в «Гамбоа» находятся также нильские крокодилы и два термитника.

### Киндер-цолли
Территория для самых маленьких посетителей зоопарка. Здесь дети могут познакомиться и играть с домашними и прирученными крестьянскими животными — пони, осликами, курами, кроликами.

### Сад Заутера
На пожертвования состоятельного базельского мецената Ульриха Заутера зоопарку удалось в 1934 году приобрести у швейцарского правительства земли, расположенные к западу от зоосада. Через 5 лет здесь открывается та его часть, которая называется «Сад Заутера». В настоящее время здесь находятся искусственное озеро для пингвинов, где живут также тюлени. Среди искусственных скал сада живут снежные леопарды, яванские макаки, в 1959 открывается свой дом для носорогов и гиппопотамов. В 1997 сюда были переселены в один огромный вольер попугаи. В 2004 и 2008 годах расширены помещения для индийских носорогов и карликовых бегемотов: здесь же обитают и карликовые выдры.

### Вивариум
Открыт в 1977 году. Главные его обитатели — беспозвоночные, рыбы, рептилии и амфибии. В здании проводятся тематические экскурсии, имеющие целью ознакомить посетителей зоопарка с историей возникновения жизни в воде и на суше. В передней части здания расположены аквариумы с рыбами, распределённые по климатическим и географическим зонам: Средиземное море, Северное, Африканские озёра, Амазонка, Индийский и Тихий океаны и т. д. Среди редких видов рыб представлены и те, которые представляют собой переходные виды обитателей, переходящих из водной среды на сушу. Единственными «теплокровными», живущими в вивариуме, являются королевские пингвины.
В задней части постройки преобладают земноводные и рептилии, в том числе австралийские крокодилы. Для посещений открыты лишь 10 % территории здания, остальное занимают служебные помещения.
- Австралийский узкорылый крокодил
- Ящерица-ядозуб
- Морской конёк-тряпичник
- Коралловый риф

### «Дом птиц»
Открыт в 1977 году. Кроме множества видов птиц, здесь время от времени находятся другие животные — человекообразные обезьяны, рептилии или рыбы — до того момента, когда им будет предоставлено жильё в специализированных «домах». В настоящее время в здании содержатся только птицы. В средней части помещения расположен гигантский вольер для свободного полёта нуждающихся в этом пернатых.

### Oкеаниум
В марте 2009 года правлением зоосада было принято решение о строительстве здесь первого в Швейцарии гигантского аквариума. Работы по его возведению должны осуществляться в период с 2018 по 2021 год. Затраты при этом должны составить от 60 до 80 миллионов франков. Частью его должен стать «Поляриум», воссоздающий природу и среду обитания арктических и антарктических видов животных, в первую очередь пингвинов.

## Галерея
- Африканская дикая собака
- Слон в зоопарке
- Нильский крокодил
- Горилла
- Гепард в Этоша-помещении